# Alvin és a mókusok (együttes)
Az Alvin és a mókusok 1993-ban alakult nyíregyházi punkzenekar.

## Története

### A kezdetek
A zenekar 1993-ban alakult, az Alvin és a mókusok név az akkori basszusgitárostól (Anyutól) származik. A zenekar előtte Antigané néven működött. Első, kiadatlan hanganyagukat 1994-ben készítették el Kurva élet címmel. Az első albumukat 1995-ben adták ki kazettán, melynek címe Jézusnak volt-e szakálla? A zenekar tagjai ekkor Pásztor István (Alvin), Vígh János (Vírus), és Béres Gábor (Kisbéres) voltak. 1996 elején a zenekarnak új dobosa lett a mindössze 12 éves Figula Gergő személyében. Ebben az évben jelent meg második lemezük, a Jópofa. Az albumon található a Rémálom című dal, melynek klipjét Jancsó Miklós rendezte. A klip egy Jancsó-film részlete lett volna, ám a végső vágás során kimaradt a filmből. 1997-ben jelent meg a Nem akarunk mi bántani senkit című lemez, melyen a Kell hogy várj című Neoton dalt dolgozták fel. Szintén ebben az évben tagcsere történt, a basszusgitáros Vírus helyére Csoma Viktória került. Ebben a felállásban készült el 1998-ban a Máshol jársz című album, melyben a tagcserének köszönhetően hallható női vokál, valamint kísérőhangszerek is (cselló, trombita). Szintén található rajta feldolgozás, Pierrot-tól a Telihold.

### A XXI. század elején
Az Alvin és a mókusok albumait az Alvin Records adja ki, mely a zenekar saját kiadója. Az első CD 1999-ben jelent meg, címe: Emberek és állatok. A lemez érdekessége, hogy 11 koncertfelvétel is hallható rajta, valamint, hogy a Macskanadrág zenekar énekesét, Garfield-ot hallhatjuk az Azzuro című Szécsi Pál-feldolgozásban énekelni. A következő lemezt 2000-ben jelentették meg, ennek címe Az élet szaga. Az albumon található a Pont jókor című szám, melyből klip is készült, valamint egy Baby Sisters feldolgozás, az Égben írt szerelem. A felvételeken hallható trombita, pozan és szaxofon. 2001-ben 3 lemezt is kiadott az együttes. Az egyik a 3 Slices of Dragon PIZZA, mely egy angol nyelvű split lemez, és 3 együttes hallható rajta: az Alvin és a Mókusok, a Falcongate és a Moronique. Az album megjelenése után az együttes külföldön is koncertezett. A második lemez ebben az évben a Punkpopsuperstar volt. Ezen 12 pop- és rocksláger feldolgozása hallható, olyan együttesek dalait dolgozták át, mint a Bikini, a KFT, vagy a Beatrice. Mivel az első négy album csak kazettán jelent meg, így a zenekar kiadta a Nem akarunk mi bántani senkit?!-t és a Máshol jársz-t egy CD-n, szintén ebben az évben. A 7. nagylemez 2002-ben jelent meg, Valahol, ott a lábad előtt címmel, melyen a Pont jókor című dalból készült klip található. Ebben az évben az első két albumot is újra kiadták, már CD-n (Jézusnak volt-e szakálla / Jópofa). Ezt követte 2003-ban a Punkpopsuperstar 2. része, melyen az elsőhöz hasonlóan feldolgozások hallhatók, ezúttal a Hungária, az Edda, a Republic és hasonló zenekarok dalaival. A CD-n a Kicsit című videóklip szerepel.

### Alvinmánia
2003. október 22-én, a Petőfi Csarnokban ünnepelte az együttes a fennállásának 10. évfordulóját. A koncertről videófelvételek készültek, amik extraként felkerültek a következő, 2004-es nagylemezre, a Most is ugyanolyan jó-ra. 2004-ben a Viva TV-n elnyerték "az év legjobb punk-rock zenekara" címet. 2005-ben az első 10 év legjobb dalait összegyűjtötték, és kiadták egy kétlemezes anyagon, az Alvinmánián. Az Alvinmánia első részén hallható 14 régi szám mellett 2 új, a Csapás a világra és az Alkoholista. A Második részen szintén két új dal található, a Mikor a földön véget ér az élet és a Minden a pénzről szól. Előbbiből videóklip is készült. A második rész érdekessége, hogy az Ilyen világ című dalt egy szimfonikus zenekar segítségével dolgozták át. 2006-ban megjelent a 9. nagylemez, a Mi ilyenkor szoktunk sírni!, melyből több videóklip is készült. (Mi ilyenkor szoktunk sírni, Sajnálom, Én még tükörbe tudok nézni)

### Tagcserék
A 2006-os évben Viki személyes okokból egy időre elhagyta a zenekart, helyére Bánfalvi László került gitárosként, Alvin pedig egy ideig basszusgitáron játszott.A végén majd meghajlunk lemez 2008-ban jelent meg. Ezután hagyta el a zenekart Gergő, aki a Macskanadrág nevű punk-együttes dobosa lett. Az új tag Nagy Dániel (Fekete Teve, Nonverse), majd Bánfalvi Zoltán lett. 2009-ben a zenekar új klippel, majd egy kislemezzel jelentkezett (Hazudni kell). Az EP-n két dal hallható, melyek a következő, Szörnyek pedig léteznek című lemezen is szerepelnek. Érdekesség, hogy az albumon, a Húzzál gumit című dalban Imre Norbert, a Prosectura énekese vendégszerepel. 2010-ben került kiadásra az akusztikus album (Alvin Unplugged), melyen 14 korábbi daluk található átdolgozva. 2011-ben Bánfalvi Zoltán kilépett a zenekarból, helyét Szirota Márió vette át. 2012. október 13-án megjelent a zenekar 12. soralbuma, melynek címe Bátorság, nyújtott kéz. 2013-ban csatlakozott a zenekarhoz gitárosi poszton Dul Sándor, aki korábban a Kötelező Közhelyek zenekar énekes/gitárosa volt. 2017-ben Márió személyes okok miatt elhagyta a zenekart. Helyére Figula Gergő, egy régebbi bandatag került.

### A második X után...
A zenekar 2013-ban lett húszéves, melyet decemberben egy két napos jubileumi koncerttel ünnepeltek a budapesti A38 Hajón.
A zenekar az első napon csak 1993 és 2003 között írt dalokat játszott, a második napon pedig a 2003 és 2013 között írt szerzeményeit adta elő.
Az évforduló kapcsán egy koncertfilm-sorozattal is meglepték rajongóikat, mindezidáig négy videót tettek közzé.
2014 elején bejelentették, hogy elkészültek az új dalok, és - a stúdiómunkálatok valamint a turné után - az év végén egy új soralbumot jelentetnek meg. 2014 augusztusában a zenekar bejelentette, hogy az új album 2014. november 21-én jelenik meg "A bölcsek meg hallgattak" címmel, ekkor jelent meg az albumról az első dal "Konfliktus" címmel, melyhez Tomanovics Gergely online videós készített kinetikus tipográfiát.
2015-ben zajlott a zenekar eddigi leghosszabb turnéja, amelynek keretében a hazai helyszínek mellett a zenekar további 6 országban (Ausztria, Egyesült Királyság, Németország, Románia, Szerbia, Szlovákia) játszott. 2015. november 27. napján jelent meg a zenekar 20 éves jubileumi koncertjének első napján rögzített felvételekből készült dupla koncertlemez első része, a zenekar első 10 évének dalaiból. A második 10 év dalait tartalmazó koncertlemez megjelenése 2016-ban várható.

## Tagok

### Jelenlegi tagok
Pásztor István (Alvin) - ének, gitár (1993-), basszusgitár (2006)
Kaló Dénes - dob (2020-)
Dul Sándor - vokál, gitár (2013-)
Szimán Balázs - basszusgitár (2021-)

### Korábbi tagok
Vígh János (Vírus) - basszusgitár (1993-1998)
Bánfalvi László - gitár (2006)
Béres Gábor (Kisbéres) - dob (1993-1996)
Figula Gergő - dob (1996-2009, 2017-2020)
Nagy Dániel - dob (2009)
Bánfalvi Zoltán - dob (2009-2011)
Szirota Márió - dob (2011-2017)
Csoma Viktória (1998-2021)
A zenekart egy időben a koncertekre fúvósok is elkísérték, volt session zenészük is, valamint néhány albumon más együttesek tagjainak hangja hallható. Ilyen az Azurro, melyben a Macskanadrágos Garfield énekel, a Júlia nem akar a földön járni című számban a Napoleon Boulevard énekese hallható, a Húzzál gumit című dalban pedig Imre Norbert énekel (Prosectura).

## Diszkográfia

### Nagylemezek
| Év   | Cím                           | Megjegyzés                                            |
| ---- | ----------------------------- | ----------------------------------------------------- |
| 1995 | Jézusnak volt-e szakálla?     |                                                       |
| 1996 | Jópofa                        |                                                       |
| 1997 | Nem akarunk mi bántani senkit | feldolgozás: Neoton - Kell, hogy várj                 |
| 1998 | Máshol jársz                  | feldolgozás: Pierrot - Telihold                       |
| 1999 | Emberek és állatok            | feldolgozás: Szécsi Pál - Azzuro; + koncertfelvételek |
| 2000 | Az élet szaga                 | feldolgozás: Baby Sisters - Égben írt szerelem        |
| 2002 | Valahol, ott a lábad előtt    | Extra: Pont jókor videó                               |
| 2004 | Most is ugyanolyan jó         | Extra: 10 éves jubileumi koncertvideó-részletek       |
| 2006 | Mi ilyenkor szoktunk sírni!   |                                                       |
| 2008 | A végén majd meghajlunk       |                                                       |
| 2010 | Szörnyek pedig léteznek       |                                                       |
| 2012 | Bátorság, nyújtott kéz        |                                                       |
| 2014 | A bölcsek meg hallgattak      |                                                       |
| 2017 | Rendet a fejekben             |                                                       |
| 2020 | Akinek itt kell most lennie   |                                                       |
| 2024 | Haljunk bele együtt           |                                                       |

### Egyéb lemezek
| Év   | Cím                                          | Megjegyzés                                         |
| ---- | -------------------------------------------- | -------------------------------------------------- |
| 2001 | Punkpopsuperstar                             | pop- és rockslágerek feldolgozásai                 |
| 2001 | 3 Slices of Dragon PIZZA                     | angol nyelvű split lemez (+ Moronique, Falcongate) |
| 2001 | Nem akarunk mi bántani senkit / Máshol jársz | a 3. és 4. kazetta újrakiadása                     |
| 2002 | Jézusnak volt-e szakálla / Jópofa            | az első két kazetta újrakiadása                    |
| 2003 | Punkpopsuperstar 2                           | pop- és rockslágerek feldolgozásai                 |
| 2005 | Alvinmánia 1. rész                           | az első 10 év legszebb dalai                       |
| 2005 | Alvinmánia 2. rész                           | az első 10 év legszebb dalai                       |
| 2009 | Hazudni kell                                 | EP                                                 |
| 2010 | Alvin Unplugged                              | akusztikus lemez                                   |
| 2015 | 20 Éves Jubileumi Koncert - Első 10 ÉV       | koncertlemez                                       |
| 2019 | Turista a földön                             | kislemez                                           |
| 2019 | Világvége                                    | kislemez                                           |

### Videóklipek
Rémálom. YouTube (Jópofa, 1996)

Pont jókor (Az élet szaga, 2000)

Kicsit. YouTube (Valahol, ott a lábad előtt, 2002)

Ínyenc falat. YouTube (Rendet a fejekben, 2017)

Az ember maradjon ember. YouTube (Rendet a fejekben, 2017)

Fejben dől el. YouTube (Rendet a fejekben, 2017)

## Érdekességek
Pásztor István a The Grenma zenekar 2009-es albumán énekel a Nincsen minden rendben című számban.